# Christophorus Reisen

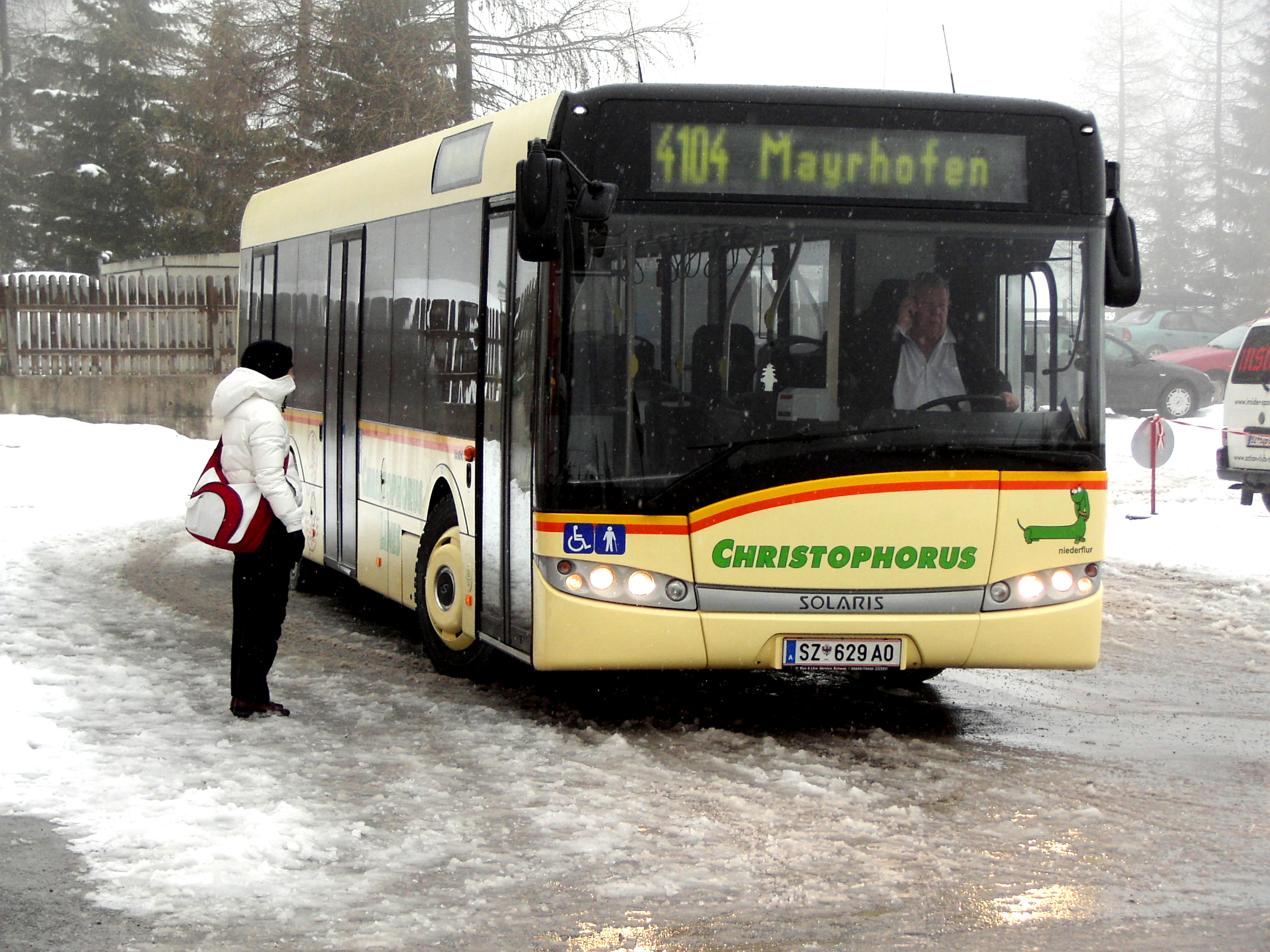
Solaris Urbino 12 von Christophorus im Liniendienst in Mayrhofen (2007)

Christophorus Reisen ist ein mittelständisches Reiseunternehmen mit Hauptsitz in Mayrhofen im Zillertal, Tirol, Österreich. Christophorus Reisen ist als Veranstalter von Flug- und Busreisen tätig, fungiert aber ebenso als Incoming-Agentur. Zudem steht die Marke für ein Busunternehmen sowohl im Reisebus- als auch im Linienverkehr.

## Geschichte
Christophorus Reisen wurde im Jahr 1956 von Franz Kröll gegründet und im Jahr 1973 von Maria Kröll übernommen. Der Italien-Schwerpunkt wurde zeitgleich eingeführt und ist bis heute vorrangig. In den 1980er Jahren wurde Christophorus Reisen zusätzlich zur Incoming-Agentur ausgebaut. Zwischen 1991 und 1994 entwickelte sich das Unternehmen vom Bus- zum Flugreiseveranstalter weiter. 1996 übernahm Andreas Köll die Geschäftsführung. 2005 wurde im Rahmen der Teilprivatisierung der österreichischen Bundesregierung das Postbuspaket im Zillertal übernommen. 2009 wurde das eigene Filialnetz des Reisebüros auf acht Standorte erweitert.

## Zahlen
Im Geschäftsjahr November 2018 bis Oktober 2019 erzielte Christophorus Reisen ca. 43,8 Mio. Euro Jahresumsatz und verzeichnete über 1.000 Reisebüropartner in Österreich, Deutschland und Südtirol. Das Unternehmen beschäftigt ca. 130 Angestellte in Vollzeit-Dienstverhältnissen und ca. 40 in Teilzeit und Saison-Dienstverhältnisse. Das Reisebürofilialnetz ist verteilt auf sechs Standorte in Tirol: Innsbruck, Wattens, Schwaz, Mayrhofen, Brixlegg und Wörgl sowie zwei mobile Reiseberaterinnen im Bezirk Kufstein und im Bezirk Kitzbühel mit Landkreis Traunstein.
Bei der Veranstaltung von Flugreisen legt Christophorus Reisen den klaren Fokus auf Sardinien, wobei die Wahl der Reiseart unerheblich ist. Die Christophorus-Busreisen führen hauptsächlich in die italienischen Zielregionen.
Die Incoming-Agentur von Christophorus vermittelt hauptsächlich Reisen an Touristen, die in Tirol Urlaub machen möchten. Mittlerweile wird auch der süddeutsche und gesamtösterreichische Raum bedient.

## Nahverkehrslinien

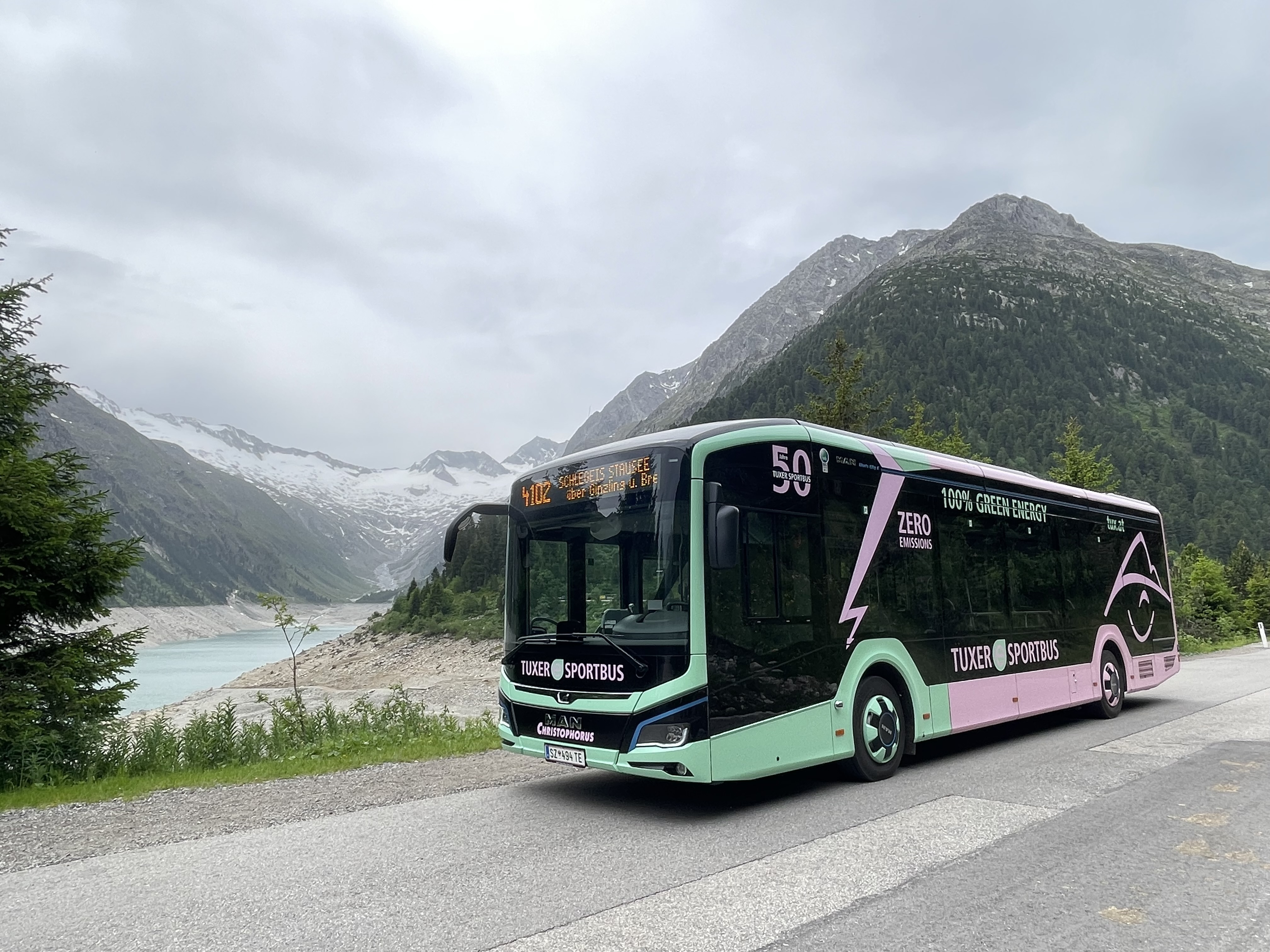
E-Bus von Christophorus vor dem Schlegeisspeicher

Christophorus Reisen bedient mit Linienbussen den öffentlichen Personennahverkehr (ÖPNV) nach Hintertux, Königsleiten, Schlegeis und Brandberg.
Seit 2023 werden im öffentlichen Personennahverkehr vier batteriebetriebene E-Busse eingesetzt. Die Busse vom Typ MAN Lion’s City 12 wurden von Christophorus angekauft und werden insbesondere auf den Bergstrecken eingesetzt. Das Projekt wurde mit dem Vitalpin KlimaInvestment Förderpreis ausgezeichnet.